# Augustinisme
Het augustinisme is de samenvattende benaming ter aanduiding van een groep denkrichtingen in de middeleeuwse theologie en filosofie waarin de inbreng van Sint-Augustinus van Hippo (354-430) een opvallende rol speelt.
De belangrijkste vertegenwoordigers van het augustinisme waren naast de seculier Willem van Auvergne de dominicanen Roland van Cremona en Robert Kilwardby en de franciscanen Alexander van Hales, Bonaventura en Roger Bacon.